# Дауд Абу аль-Фадл
Дауд Абу аль-Фадл (араб. Da'ud Abu al-Fadl‎; также Давид бен-Соломон; 1161—1242) — придворный врач из Каира (Султанат Айюбидов), автор медицинских сочинений.

## Биография
Родился в 556 году мусульманской эры (1161 год). Сын некоего Соломона (бен-Соломон). Был учеником знаменитых еврейских врачей Гибат-Аллаха бен-Джами (Hibat Allah ibn Jami), лейб-медика султана Саладина и окулиста Абул-Фадаил бен-аль-Накида (Abu al-Fafa’il ibn Naqid), прозванного Аль-Мугаззиб.
Дауд был лейб-медиком египетского султана Аль-Малик аль-Абил Абу-Бекр бен-аль-Аюба (1199—1218) и также врачом-преподавателем госпиталя Аль-Насари. Вместе с ним там служил его друг и младший товарищ (а может быть, ученик) Ибн Абу Усайбиа, автор знаменитого арабского сочинения «История врачей». Последнему мы и обязаны всем, что известно о Дауде. По словам Усайбии, Дауд был одним из выдающихся врачей своего времени, основательно был знаком с теоретической и практической медициной и отличался знанием простых и составных лекарств, верностью диагноза и умением применять надлежащие целебные средства по учению Галена.
Дауд умер свыше 80-ти лет от роду, почти лишившись в старости зрения.

## Труды
Согласно Ибн Абу Усайбиа, Дауд Абу аль-Фадл — автор двух сочинений:
- 1) «Kitab Akrabazin» (антидотарий, Antidotarium) — о составных лекарствах, употреблявшихся в госпиталях Египта, Сирии и Ирака и в аптеках; разделяется на 12 глав; рукописи в Оксфорде, Мюнхене и Каире; в этих рукописях сочинение названо «Destur al-Adawijat al-Murkakkabat», то есть «канон составных лекарств». Этим трудом пользовался в значительной степени еврейский врач Абул-Муна аль-Кугин, или Аль-Гаруни, в Каире, в сочинении, составленном в 1259 г., и там он называет его «Destur al-Bimaristan», то есть «канон госпиталя»;
- 2) «Taalich ala Kitab al-Alal wal-arad li-Dshalinus», то есть примечания к книге Галена о причинах и симптомах болезней.

Также Дауду Абу аль-Фадлу приписывается небольшое сочинение, состоящее в Оксфордской рукописи из 6-ти листов под заглавием «Risalat al-Mudscharrabat», «книга опытов». В этой рукописи автор назван «Печать врачей, Давид врач или мудрец»; но возможно, что это другой Давид.